# 惠州晚报
《惠州晚报》（停办前CN：44-0171）是由中国共产党惠州市委员会主管、惠州晚报社主办的面向广东省惠州市发行的晚报，于1993年7月1日创办，1999年8月21日停刊。
2001年3月23日，惠州市中级人民法院裁定该报破产，使得该报成为中国大陆第一份以破产告终的报章。

## 概要及沿革
1993年7月1日，《惠州晚报》创刊，由中国共产党惠州市委宣传部主管。报纸每周出版三期，对开4版。
1995年，该报进行融资，引入深圳经纬实业公司进行投资。融资后，经纬公司占有该报80%的股份，并在红花湖片区的瑶芳花园为该报提供办公场地:66。同年8月8日，原国家新闻出版署批准将该报编入全国统一刊号，及同意该报全国公开发行，并由中国共产党惠州市委员会主管。
1997年，该报由每周出版三期扩至每周出版六期。1998年，该报再改为每日出版，并增设《校园周刊》。而该报的“新闻救助”板块亦于该年获《中国报刊月报》介绍，引发反响。
1999年初，广东省新闻出版局派出工作小组入驻惠州晚报社，调查处理该报的严重亏损问题:18。6月28日，该局发布通知，要求该报停刊整顿。8月21日，报纸正式停办。
2000年9月，原国家新闻出版署发布通知，撤销《惠州晚报》的国内统一刊号。:18
2001年2月13日，该报向惠州市中级人民法院提出破产申请。该院审理后查明报社资产仅有人民币325万元，负债额则达到人民币620万元。3月23日，惠州市中院裁定《惠州晚报》破产，并成立资产清算组清算其资产。

## 事件

### 股权、管理及资产问题
1995年，《惠州晚报》的经济亏损额已超过人民币40万元，主管部门则决定探索与实业界合作办报的模式。3月，报社与深圳经纬实业公司订立20年期的合作办报协议，指报社社长、总编辑人选悉数由经纬实业提名，按人事任免流程办理，副职则直接由经纬实业任命；经纬实业以协办单位身份参与该报的经营管理，并给予报社人民币90万元的长期借款:18。同时，报社实施类似股份制形式的改造，改造后经纬实业持该报80%股权，主管部门仅持股20%:66。
协议订立后，经纬实业仅拨出人民币20余万元的投资款及提供办公用地，而报社仍有人民币100余万元资金缺口。1996年2月1日，经纬实业又与个体户翟国华订立合作办报协议，商定翟与经纬以6:4的比例共同投资报社，并组建作为报社的实际最高决策机构的“报管会”，由经纬实业的母公司深圳博鑫公司的法人代表练金才及翟国华分任正副主任，这使得报社被二次承包。翟国华随后再让其朋友郭松发垫付资金，郭则因此被任命为报社副社长:66-67。1998年，经纬实业、博鑫公司均被收购，但练金才仍以经纬实业名义将报社的其中40%股份出售予个体户尹金泉，后者随之出任报社副社长。
以上行为被认为是惠州晚报社将报纸的经营、编辑、人事方面的决定权“拱手让给了企业”:70:20，同时亦导致报社内部管理及广告经营的混乱局面。中共惠州市委与经纬实业对总编辑人选存在严重分歧，使得这一职位更替频繁，其更替速度更创下中国报纸业之最:67；广告制度上，曾有总编规定“广告费可给客户打2折”，另有一任领导层中有3位重要人物各自在惠州经营广告办事处:19。
1997年，报社已经出现无法按时发放工资的情形，导致员工大量流失，有记者离职时报称被拖欠超过人民币2万元的工资；至1998年，报社更出现无力购置印刷用纸的情形。而欠薪事件发生后数月，经纬实业法人代表及报社高层被曝一同去位于博罗县湖镇镇的某度假村度假。此外，有一任总编辑上任时即携5位保安一同就任，并在上任后撤销策划部，组建保安部，及为保安发出数倍于一般职员的工资。:68-69
而在以上混乱局面下，报纸运作近乎瘫痪。广东省新闻出版局于1999年初派出工作小组进驻报社调查，之后也指出难以找到解决《惠州晚报》债务问题的方案:69。最终，广东省新闻出版局于该年6月28日对该报做出停刊整顿之决定，报纸则于同年8月21日后停止出版。

### 刊登内容争议
1997年，《惠州晚报》曾两次发生报社主编强制受其他媒体负面报道影响的企业在该报刊登广告的事件，导致报纸信誉、形象严重受损，影响极其恶劣。:68:19
1998年，该报发生“包国军造假新闻事件”。4月10日，《惠州晚报》发布题为《主持正义揭穿骗局——本报记者遭疯狂报复》的文章，称该报记者包国军于该年3月26日接获读者来电，指惠州市某灯光夜市有团伙设置赌局，并强迫入局者购买其兜售的假洗发水；而该位记者根据有关线索进行采访，并遭该团伙人员跟踪至报社宿舍楼下，导致记者手掌被匕首刺穿，多处负伤。而在后续报道中，包指出惠州市公安部门对该案不重视，甚至宣称公安部门有庇护该团伙的人士。有关报道获《人民日报·华南新闻》及包含《北京青年报》《华西都市报》等多个地方媒体转载，引发大量关注。
但公安部门在调查过程中认为该案有可疑，故要求包及其女友至派出所配合调查，并分开询问事件经过，发现两人对有关问题表述不一致。4月27日，包的女友承认报假案；而包国军本人则在当日下午才承认造假，指其确实于3月26日晚间被打，但并非报道宣称的“主持正义”，而是其女友与该团伙发生争执，后在报社宿舍楼下与其交流。包随后被3名男青年盘问其女友下落，然后遭该三人殴打。事后，两人决定编造“记者主持正义遭殴打”之事件。至于编造假新闻之动机，包国军称是为了便于报销医药费用及享受工伤休假待遇，同时敦促警方重视有关案件，并借此扬名。报社方面则在事态明朗后采取措施，请求外地传媒停止报道有关内容，并在惠州市公安局发出正式通报之后开除了涉事记者。